# Руся
Ирина Владимировна Осауленко, с моминска фамилия Поривай (Порывай), е съветска украинска певица.

## Биография
Ирина Осауленко е родена в Киев, Украинска ССР, СССР, на 9 юни 1968 г. в семейството на диригентката на хорова капела „Свиточ“, в дома на учителите Владимир и Людмила Поривай. Още в ранните си години пее в хор, после учи в музикално училище в клас по пиано, а след това завършва Киевското музикално училище „Глиер“ в клас за хорово диригентство.
По онова време се запознава с музикантите от група „Мираж“, които тогава работят с известния киевски композитор Владимир Бистряков. През лятото на 1986 г. заминават на почивка в Дагомис, недалеч от Сочи. Там на дансинга започва кариерата на Ирина Осауленко като певица.
През 1987 г. група „Мираж“ с родната ѝ сестра Наталия Поривай заминават за Москва, където участват във всесъюзния конкурс „Золотой камертон“ и получават диплома от конкурса. Ирина и майка им също присъстват на конкурса. Наталия остава в Москва от 1989 г., където записва редица песни заедно с известния композитор и певец Игор Николаев. На публиката става известна под името Наташа Корольова.
1989 г. става решаваща и знакова за началото на успешната кариера на Ирина. През лятото на същата година възниква идеята за соловия проект „Руся“. Ирина решава да вземе това име за своята музикална кариера. В записа на първия албум „Ворожка“ участват и музикантите от групата.
Първите концерти на Руся се провеждат в Лвов през октомври 1989 г. При завръщането си в Киев, окрилена от успеха си на първите концерти, Руся записва втори албум „Рождественская ноч“. През лятото на 1990 г. излиза албумът „Ты прости меня мама“. Точно по това време първа от украинските поп-звезди прави концерт при препълнена зала в Двореца на спорта в Киев. През 1990 г. е обявена за най-добра изпълнителка в Националния хит-парад на Украйна. Нейните песни оглавяват много други хит-паради и получават редица награди от конкурси.
В началото на 1991 г. Руся заминава за турне във Великобритания, а в това време излиза новият ѝ албум „Золушка“ и рускоезичният „Маленькое счастье“. През май същата година се състоят 3 солови концерта на Руся на главната сцена на Украйна – в Двореца на културата „Украйна“ в Киев.
През лятото на 1991 г. за първи път изнася концерти на стадионите на страната. Само в Лвов за месец и половина изнася 100 концерта и то при препълнени стадиони. По този начин прави своеобразен рекорд. В резултат Националният хит-парад на Украйна признава Руся за най-добра изпълнителка за втора поредна година – 1991 г.
В края на 1991 г. певицата подписва договор с канадска звукозаписна фирма за издаване на нейния албум в Канада. За 2 години Руся е в Канада, където записва едноименния си албум „Руся“. Заедно с работата по албума Руся успява да работи и по специалността си, като дирижира хора към православната църква „Свети Андрей“ в Торонто.
След завръщането си в Украйна Руся записва 2 нови албума „Киевляночка“ и ретроалбума „Черемшина“, който посвещава на баща си. Следват концерти в Канада и САЩ, участия в известни музикални фестивали. През 1997 година записва албумите „Мой американец“ и рускоезичния „Белые кружева“. А през 1998 г. прави голямо концертно турне заедно със сестра си Наташа Корольова под названието „Две сестри“. Концертите от това турне се провеждат в градове на Украйна и Русия.
След това Руся изчезва за дълго от музикалния живот. През 2007 г. издава албум с най-добрите си песни. Това е първият албум на певицата, който може да бъде купен в интернет-магазина ITunes Store. През 2008 г. е издаден в Русия. През март 2009 година Руся издава нов албум със заглавие „Маленькие подарки“.

## Дискография
- 2009 – Маленькі подарунки
- 2007 – Візерунки (кращі пісні)
- 1997 – Мій американець
- 1994 – Черемшина (ретро-альбом)
- 1994 – Кияночка
- 1992 – Попелюшка (найкращі хіти)
- 1991 – Руся (Canadian CD)
- 1991 – Попелюшка
- 1990 – Даруй мені, мамо
- 1989 – Різдвяна ніч
- 1989 – Ворожка